# 中国人民大学附属中学分校
中国人民大学附属中学分校，简称人大附中分校、人大附中第一分校、人大附中双安分校或人分，位于中国北京市海淀区，前身最早可追溯至1964年创办的西颐中学，2003年正式加入人大附中联合总校，并转为民办学校直至2022年。该学校是人大附中建校以来第一所分校，也是目前离人大附中最近的人大附中联合总校成员校。该学校与人大附中共享教育资源。

## 历史
1964年，北京市海淀区西颐中学成立。
2001年，西颐中学与双榆树三中合并，更名为北京市西颐实验学校，为公办双语学校。
2003年，人大附中承办北京市西颐实验学校，并将其更名为中国人民大学附属中学分校，由公办转为民办。
2022年，人大附中分校应政策要求，办学性质又由民办转回公办。

## 校园概况
人大附中分校的教室配备了现代多媒体教学设备。教学楼内设有各类专用教室和特色教室，包括物理、化学、生物实验室及多媒体教室、音乐教室、形体教室、劳技教室、计算机教室等。校内设有图书馆和阅览室。学校操场有200米规格环形跑道和4个篮球全场。学校还有多个学术报告厅和多功能厅。此外还设有2个食堂。

### 初中楼
初中楼位于学校西侧，是人大附中分校初中部的教学场所。

### 实验楼
实验楼一共4层，内有物理、化学、生物实验室及计算机教室。

### 综合楼
综合楼的1层为报告厅，可容纳300人左右，2层为图书馆，3层为乒乓球教室，4层为多功能厅，5层为劳技教室。

### 高中楼
高中楼位于学校东侧，一共3层，是人大附中分校高中部的教学场所。

### 食堂
人大附中分校的两个食堂分别位于校园的东南角和操场东侧。

### 新志楼
新志楼位于操场东侧，是新食堂所在楼，与高中楼相邻，下方为学校东门。楼顶有足球场。

## 文体活动
学校会定期举办运动会、足球赛、篮球赛、歌舞嘉年华等活动，还会举办一些学科活动，如辩论赛、数学节、英语配音比赛等。

### 2025年高一足球联赛决赛
2025年5月30日，高一足球联赛决赛中，二班5号头球进球，五班13号失误乌龙，五班10号凌空抽射扳回一城，最终五班1：2惜败二班，得到亚军。尽管如此，运动员们的精彩表现还是得到了老师和同学们的嘉奖。